# 황화화
황화화(중국어 간체자: 黄华华, 정체자: 黃華華, 한어 병음: Huáng Huáhuá, 월병: Wong Wa-wa, 1946년 10월 ~ )는 중화인민공화국의 정치인이다. 하카계 출신이며, 광둥성 성장을 역임했다.

## 이력
황화화는 중산 대학에서 수학을 전공했다. 1970년부터 1978년까지 황화화는 광둥성 탄광의 기계 공장에서 일했으며, 1971년에 중국 공산당에 입당하여, 공장의 당 지부 부서기를 지냈다. 그 후 사오관 시위원회 중국 공산주의 청년단 서기로 승진했다.
1982년부터 1985년까지 공청단 지방 위원회 부서기를 거쳐, 1985년부터 1987년까지 서기를 지냈다. 이에 앞서, 황화화는 메이 시장이 되었고, 메이 현 당위원회 부서기를 지냈다. 그리고 메이저우 시장 (1988년~1992년)과 광저우시 당위원회 서기를 연이어 역임했다.

## 참고 문헌
- 황화화(黄华华) 이력(chinavitae.com) 보관됨 2012-10-03 - 웨이백 머신
- 중국 지도자 황화화(spanish.china.org.cn)

| 전임 루뤼화 | 광둥성 성장 2003년 1월 ~ 2011년 11월 | 후임 주샤오단 |